# Supercoppa austriaca (pallavolo femminile)
La Supercoppa austriaca è una competizione pallavolistica per squadre di club austriache femminili, organizzata con cadenza annuale dalla ÖVV.

## Edizioni
| Edizione      | Edizione          | Podio               | Podio     | Podio          |
| Anno          | Sede della finale | Campione            | Risultato | Finalista      |
| ------------- | ----------------- | ------------------- | --------- | -------------- |
| 2022 Dettagli | Amstetten         | ASKÖ Linz-Steg      | 3 - 0     | NÖ Sokol/Post  |
| 2023 Dettagli | Innsbruck         | Ti-Volley Innsbruck | 3 - 2     | ASKÖ Linz-Steg |
| 2024 Dettagli | Bleiburg          | Ti-Volley Innsbruck | 3 - 0     | Klagenfurt     |

## Palmarès
| Squadra             | Titolo | Edizione   |
| ------------------- | ------ | ---------- |
| Ti-Volley Innsbruck | 2      | 2023, 2024 |
| ASKÖ Linz-Steg      | 1      | 2022       |